# Altered Images
Altered Images was een Britse new wave-band uit de jaren tachtig, die enkele grote culthits scoorde. Hun bekendste nummer is Happy Birthday.
De band werd in 1980 opgericht in het Schotse Glasgow. De leadzangeres was Clare Grogan; de andere leden waren Michael 'Tich' Anderson op de drum, Tony McDaid op de gitaar en Johnny McElhone op de basgitaar. Reeds in datzelfde jaar mochten ze in het voorprogramma van Siouxsie and the Banshees, die toen hun Kaleidoscope-tournee gaven.
Altered Images werd snel ontdekt door radio-dj John Peel; de groep sleepte een contract met Epic Records in de wacht. Ze slaagden er evenwel nog niet in de hitlijsten de halen; hun eerste single Dead Pop Stars, met een ironische tekst over uitgerangeerde sterren, verscheen kort na de moord op John Lennon, wat de plaat ongewild controversieel maakte.
In 1981 nam Altered Images een eerste album op, getiteld Happy Birthday; enkele nummers op deze plaat, waaronder de titelsong, werden door Steve Severin van de Banshees geproducet. Gitarist Jim McKinven vervoegde zich bij hen. Het lied Happy Birthday werd een groot succes: het belandde uiteindelijk op nummer twee in de Britse hitparade van 1981. Zangeres Clare Grogan werd hiermee eveneens een beroemdheid. Zij had voorheen in de film Gregory's Girl geacteerd; ze zingt met een heel herkenbaar, hoog piepstemmetje. Grotendeels daardoor wordt Altered Images herinnerd als een opgeklopt-vrolijke, opzettelijk kitscherige band met grillige melodietjes, gezongen in een hoogst ongewoon stemregister. De band werd op de NME Awards tot 'beste nieuwe groep' verkozen.
Na het succes van Happy Birthday werd de band langzaamaan iets meer 'main-stream'. Hun volgende album, Pinky Blue, leverde in 1982 nog twee top 20-hits op: I Could Be Happy en See Those Eyes. Bandleden McKinven en Anderson verlieten de groep en werden door Steve Lironi vervangen, die meerdere instrumenten bespeelde. Ze werkten vervolgens nog met producers Mike Chapman en Tony Visconti samen: Altered Images scoorde nog een laatste hit, Don't Talk to me about Love, maar hun album Bite uit 1983 was reeds zodanig sterk in de richting van de conventionele popmuziek geëvolueerd, dat de oorspronkelijke fans erop afknapten. Het grillige, plastic geluid uit de beginperiode was verdwenen, en de commerciëlere versie van Altered Images kende slechts een kort bestaan. Na een afscheidstournee in 1983 hield de band ermee op.
Clare Grogan ondernam een aantal vruchteloze pogingen tot een solocarrière. In 1987 werkte ze aan een album dat nooit is uitgebracht, en in samenwerking met Lironi richtte ze de band Universal Love School op, die evenmin ooit een plaat heeft afgewerkt. Johnny McElhone was nog actief als bassist voor Hipsway en Texas.
In 2002 trad Clare Grogan op als Altered Images tijdens de Here and Now Tour in Engeland, in de golf van new wave-revivals uit die jaren. In 2004 gaf ze opnieuw enkele concerten.
In tegenstelling tot het gebrek aan succes in haar muzikale carrière, oogstte Claire Grogan sindsdien veel succes als actrice. Ze speelde in de komische reeksen Red Dwarf en Father Ted, alsmede in de populaire soap EastEnders. Ook als presentatrice is ze actief.

## Discografie

### Albums
- 1981 Happy Birthday
- 1982 Pinky Blue
- 1983 Bite
- 1984 Collected Images
- 1992 The Best of Altered Images
- 1996 Reflected Images

### Singles
- 1981 Dead Pop Stars
- 1981 A Day's Wait
- 1981 Happy Birthday
- 1981 I Could Be Happy
- 1982 See Those Eyes
- 1982 Pinky Blue
- 1983 Don't Talk To Me About Love
- 1983 Bring Me Closer
- 1983 Love To Stay
- 1983 Change of Heart